# Frank Grillo
Frank Grillo (New York, 8 juni 1965) is een Amerikaans acteur. 
Hij studeerde af aan de New York University met een business degree en werkte daarna een jaar aan Wall Street. Na zijn optreden in 25 reclamespotjes kwam hij terecht in diverse televisie-producties zoals Silk Stalkings, Poltergeist: The Legacy. In The Guiding Light speelde hij drie jaar de rol van Hart Jessup. Na een serie andere rollen speelde hij Nick Savrinn in de serie Prison Break. Hij had rollen in films als Pride and Glory en My Soul to Take en in de serie Blind Justice. 

## Privé
Grillo woont in Los Angeles en New York. Hij is getrouwd met actrice Wendy Moniz en heeft drie zoons.